# Please: Popheart Live EP
Please: PopHeart Live EP è un EP dal vivo del gruppo irlandese rock U2. L'EP comprende quattro brani eseguiti dal gruppo al PopMart Tour.

## Tracce
1. Please (live from Rotterdam) – 7:11
2. Where the Streets Have No Name (live from Rotterdam) – 6:33
3. With or Without You (live from Edmonton) – 4:38
4. Staring at the Sun (live from Rotterdam) – 5:33

## Formazione
U2
- Bono – voce, chitarra
- The Edge – chitarra, voce
- Adam Clayton – basso
- Larry Mullen Jr. – batteria

### Produzione audio
- Andy VanDette – Audio editing
- Howie Weinberg – Audio mastering
- Mark "Spike" Stent – Audio mixing
  - Andy Rose – Sound recording and reproduction